# رود یرانگا
رود یرانگا رودی است که به ویچگدا می‌ریزد. این رود از کشور روسیه می‌گذردو طول آن ۲۸۱ کیلومتر (۱۷۵ مایل) است.